# Loxostege virescalis
Loxostege virescalis là một loài bướm đêm thuộc họ Crambidae. Nó được tìm thấy ở parts của châu Âu, bao gồm Pháp, Đức, Thụy Sĩ, Áo, Croatia, Bulgaria và Hungary.